# NGC 6050 e IC 1179

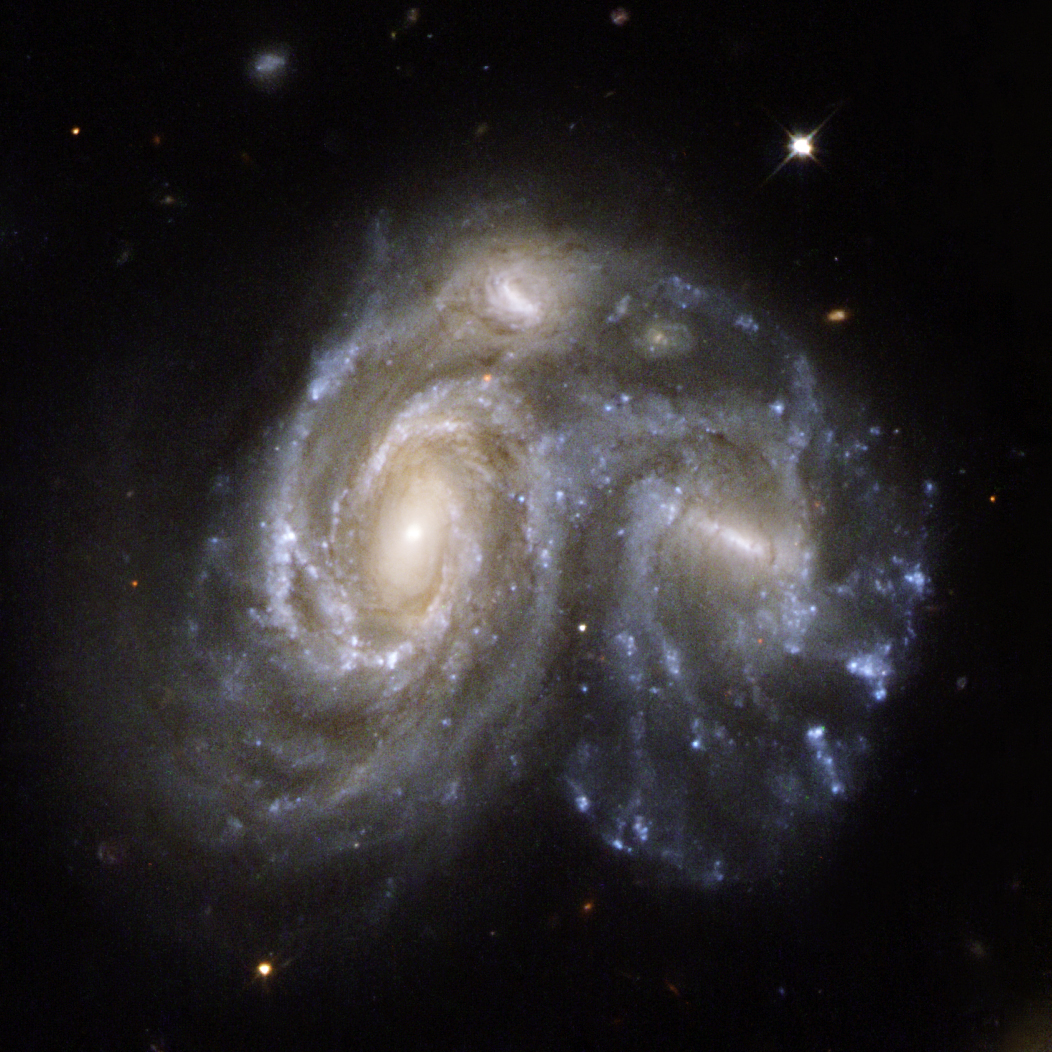
Imagen del par de galaxias en interacción NGC 6050 e IC 1179 por el HST.

NGC 6050 e IC 1179 (también conocidas como Arp 272) es un par de galaxias en colisión y se encuentra unos 450 millones de años luz de la Tierra en la constelación de Hércules. Las galaxias son parte del Cúmulo de Hércules , que a su vez forma parte de la Gran Muralla.
NGC 6050 e IC 1179 están en contacto físico a través de sus brazos espirales.